# Печать Аризоны
Больша́я печа́ть шта́та Аризо́на (англ. Great Seal of the State of Arizona) — один из официальных символов штата Аризона, США.

## Описание
В кольце вокруг печати сверху помещена надпись «Great Seal of The State of Arizona» (англ. «Большая Печать Штата Аризона»), снизу размещена надпись 1912: год принятия территорией Аризона статуса штата. В центре печати размещён девиз на латыни «Ditat Deus» (лат. «Господь Обогащает»). На заднем плане изображён горный хребет и восход солнца над ним. В центральной части изображено водохранилище, ограждённое дамбой, орошаемые поля и фруктовые сады. На переднем плане справа изображена пасущаяся корова, а слева — кварцевая дробилка и горняк Джордж Уоррен с киркой. Печать символизирует основные элементы экономики штата: скотоводство (корова), выделка хлопка (орошаемые поля), добыча меди (горняк), сбор цитрусовых (орошаемые поля) и специфический климат (солнце и облака).

## История

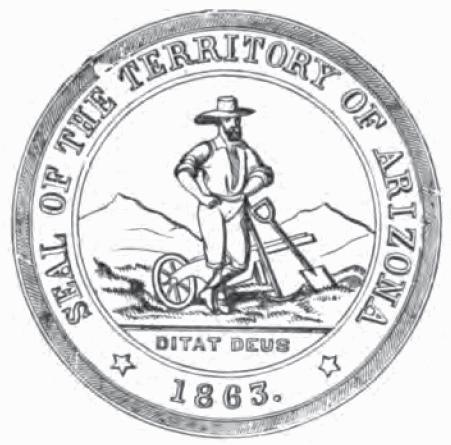
Первый вариант печати

В 1863 году президент Линкольн подписал указ о назначении в территории Аризона временного правительства. Губернатором территории был назначен Ричард Мак-Кормик. Им и была разработана первая печать Аризоны. В центре неё был изображён горняк, стоящий перед тачкой, держащий кайло и небольшую лопату. На заднем плане были изображены две горы. Внизу печати был помещён девиз «Ditat Deus» и 1863, год основания территории. Первый дизайн подвергся критике, в ответ на которую Мак-Кормик разработал новую печать. На ней помимо старых элементов был изображён небольшой ручей у ног горняка. Тачка и короткая лопата были заменены на длинную лопату, а две горы заменены на одну.
Осенью 1864 года члены первой территориальной легислатуры Аризоны приняли постановление о создании новой печати. Она должна была быть размером в 2¼ дюйма (57 мм) и отображать горы Сан-Франциско в удалении, оленя, сосны, кактус на переднем плане, а девизом должно быть изречение Ditat Deus. Однако новая печать была подготовлена лишь в 1879 году, через 15 лет. Примечательно, что старая печать до сих пор используется в округе Хила. В первый раз новая печать была использована 3 марта 1879 года секретарём штата Джоном Госпером для подписания актов десятой территориальной легислатуры. В 1905 году рисунок печати вновь был изменён: в числе изменений был поворот оленя налево, а горный хребет получил большее сходство с горами Сан-Франциско. Печать с этим изображением появилась на оригинале принятой в 1910 году конституции Аризоны. В 1912 году печать была изменена в последний раз и приобрела нынешний вид.